# Фредерик Солер-и-Уберт
Фредерик Солер-и-Хуберт је био каталонски песник и драмски писац. Живео је од 1839. до 1895. године, а познат је био и под псеудонимом Серафи Питара. Школовао се за часовничара, али је касније схватио да га драма много више интересује. Отворио је прво позориште на каталонском језику, а народ Каталоније подигао му је споменик у Барселони. Његова дела у потпуности су посвећена народним темама. Његова најзначајнија дела била су:
- Месечеве ноћи
- Каталонске песме
- Битка живота